# Franz Hasil
Franz Hasil (Bécs, 1944. július 28. –) válogatott osztrák labdarúgó, középpályás, edző.

## Pályafutása

### Klubcsapatban
Az 1. Schwechater SC korosztályos csapatában kezdte a labdarúgást. 1962 és 1968 között a Rapid Wien, 1968–69-ben a nyugatnémet Schalke 04, 1969 és 1973 között a holland Feyenoord, 1973 és 1977 között az Austria Klagenfurt, 1977–78-ban a First Vienna labdarúgója volt. A Rapiddal három bajnoki címet és egy osztrák kupa-győzelmet ért el. A Feyenoorddal egy holland kupa-győzelmet szerzett és tagja volt az 1969–70-es idényben BEK-győztes együttesnek.

### A válogatottban
1963 és 1974 között 21 alkalommal szerepelt az osztrák válogatottban és két gólt szerzett.

### Edzőként
1982-ben a First Vienna, 1983-ban az ESV Parndorf, 1987–88-ban a Wiener SC vezetőedzője volt.

## Sikerei, díjai
Rapid Wien
- Osztrák bajnokság
  - bajnok (3): 1963–64, 1966–67, 1967–68
  - 2. (2): 1964–65, 1965–66
- Osztrák kupa
  - győztes: 1968
  - döntős: 1966

 Feyenoord
- Holland bajnokság
  - bajnok: 1970–71
- Bajnokcsapatok Európa-kupája
  - győztes: 1969–70
- Interkontinentális kupa
  - győztes: 1970